# Secretos de amor
Secretos de amor é uma telenovela argentina produzida e exibida pela Telefe entre 14 de junho e 1 de outubro de 2010.
Foi protagonizada por Soledad Silveyra e Adrián Navarro e antagonizada por Juan Gil Navarro, Laura Novoa e Arturo Puig.

## Sinopse
Diana Demare é uma advogada que está prestes a completar 30 anos de casada com Antonio Fernández Gaudio, um homem de negócios bem sucedido. Diana passou todos esses anos sua família renunciando sua profissão. Antonio tem sido o seu apoio emocional e econômico. Mas esta situação vai mudar quando Antonio, a vítima de extorsão pela morte de uma mulher decide a deixar a empresa que ele preside. Diana e Antonio tem dois filhos: Nacho e Paula. Ignacio, o filho mais velho do casal descobre que seu pai está indo para obter longe do negócio e retorna para o país. Nacho é um psiquiatra que exerce a sua profissão com a perversão sem limites que o leva a fazer experimentos macabros com os seus pacientes para a droga para fornecer a "felicidade perfeita". Nacho e Antonio é rejeitada por ambas as partes um segredo e escondido de Diana. Desde a decisão de Antonio de deixar o medicamento empresa pré-pago, Diana decide para reabrir seu estudo advogado. Para trabalhar em seu escritório, contrata Manuel ( Adrián Navarro ), um jovem , brilhante e informal e charmoso, que cai no amor com ela e que entram em um relacionamento que irá combinar admiração profissional e atração.

## Elenco
- Soledad Silveyra - Diana Demare.
- Juan Gil Navarro - Nacho.
- Adrián Navarro - Manuel.
- Laura Novoa - "Camila Franco".
- Arturo Puig - Antonio (Abandonó).
- Federico Amador - Martín.
- María Abadi - "Luz".
- Agustina Lecouna - Federica.
- Mimí Ardú - "Tere".
- Manuela Pal - Antonella.
- Eliana González - Paula.
- Silvina Acosta - Pía.
- Mercedes Scápola - Cora.
- María Carámbula - "Fernanda".
- Maxi Ghione - "Bonardo".
- Juan Bautista Greppi - "Felipe".
- Dana Basso - Margarita.
- Rita Terranova - "Rita".
- Raúl Rizzo  - Dr. Mauricio Eneas